# Туризм у Грузії

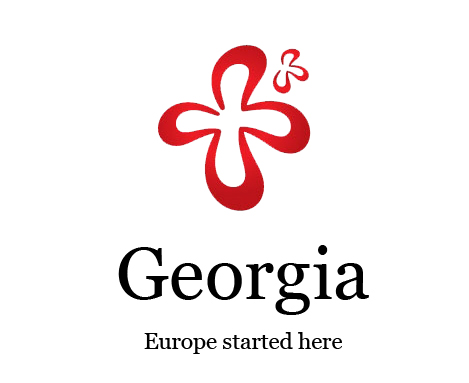
Логотип «Національної адміністрації Грузії з туризму»

Туризм у Грузії є важливою складовою економіки країни. Міжнародний туризм стає швидкозростаючою галуззю. 2016 року туристичний сектор забезпечував близько 7,3 % ВВП країни, в той час як в 2015 році цей показник складав тільки 6,6 %. В 2016 році країну відвідали 6,35 млн іноземних туристів, що на 7,6 % більше, ніж роком раніше. За даними Національного банку Грузії, за перші три квартали 2016 року туристи витратили в країні близько 1,68 млрд доларів, що на 11 % більше, ніж за аналогічний період минулого року. Витрати іноземних гостей у Грузії здійснюють значний вплив на платіжний баланс, і приблизно 61,4 % доходів від експорту послуг в Грузії припадає на туризм.
Іноземні туристи в середньому приїжджають в країну на 5,1 дні. В 2016 році кількість туристів, що затрималися в країні більш ніж на 24 години, зросло на 19 %.
Просування туризму здійснює Національна адміністрація туризму Грузії. У 2015 році вона взяла участь в 26 міжнародних і внутрішніх туристичних ярмарках, провела маркетингові кампанії на дев’яти цільових ринках і провела 64 ознайомчі поїздки для преси.
Варто зазначити, що, за оцінками Всесвітньої туристичної організації, Грузія є країною зі стрімким зростанням темпів притоку іноземних туристів. Це веде до стрімкого розвитку інфраструктури та сфери обслуговування, що, зі свого боку, сприяє створенню нових робочих місць.
Туризм є однією з основних експортних галузей Грузії й приносить значні прибутки в державну казну. Туристична галузь дає змогу також створити значну кількість робочих місць (особливо на периферії, де вони найбільш потрібні). Зростання туризму також стимулює розвиток бізнесу в багатьох суміжних секторах економіки, зокрема таких, як сільське господарство, транспортні послуги, у секторі комунікацій тощо.
Туризм відіграє важливу роль в економіці Грузії. Внесок туризму в ВВП країни зростає, що сприяє створенню нових робочих місць та розвитку інфраструктури. Наприклад, у містах Тбілісі та Батумі було збудовано багато нових готелів та культурних центрів, що стимулює економічний розвиток цих регіонів. Туризм також сприяє збереженню та популяризації культурної спадщини Грузії. За рахунок доходів від туризму підтримуються численні культурні та соціальні програми. Тбіліський винний фестиваль привертає увагу до традиційного грузинського виноробства, що сприяє збереженню та розвитку цього ремесла. Зростаючий потік туристів створює екологічні виклики, такі як збільшення кількості сміття та навантаження на природні ресурси. Уряд та місцеві громади впроваджують екологічні програми для збереження навколишнього середовища. У Казбегі здійснюються заходи для збереження унікальних природних екосистем цього регіону.

## Туристи за країнами
Громадяни наступних країн найчастіше відвідували Грузію в 2015, 2016 та 2017 роках:
| Місце          | Країна         | 2015      | 2016        | 2017        |
| -------------- | -------------- | --------- | ----------- | ----------- |
| 1              | Вірменія       | 1 468 888 | ▲ 1 523 075 | ▲ 1 718 016 |
| 2              | Азербайджан    | 1 393 257 | ▲ 1 496 246 | ▲ 1 694 998 |
| 3              | Туреччина      | 1 391 721 | ▼ 1 254 089 | ▲ 1 392 610 |
| 4              | Росія          | 926 144   | ▲ 1 037 564 | ▼ 1 246 745 |
| 5              | Україна        | 141 734   | ▲ 172 631   | ▲ 322 938   |
| 6              | Ізраїль        | 59 487    | ▲ 147 915   | ▲ 193 002   |
| 7              | Польща         | 41 425    | ▲ 92 213    | ▲ 125 319   |
| 8              | Німеччина      | 36 826    | ▲ 48 809    | ▲ 59 732    |
| 9              | Казахстан      | 36 777    | ▲ 44 388    | ▲ 56 765    |
| 10             | США            | 31 147    | ▲ 40 889    | ▲ 56 247    |
| Всього за рік: | Всього за рік: | 5 901 094 | 6 350 825   | 7 554 936   |

Завдяки відміні візових обмежень, кількість відвідувачів із Ірану в 2016 році зросла на 48.5 %. Значно зросла також кількість відвідувачів із Ізраїлю — на 55 %.

## Туристичний напрям і розваги

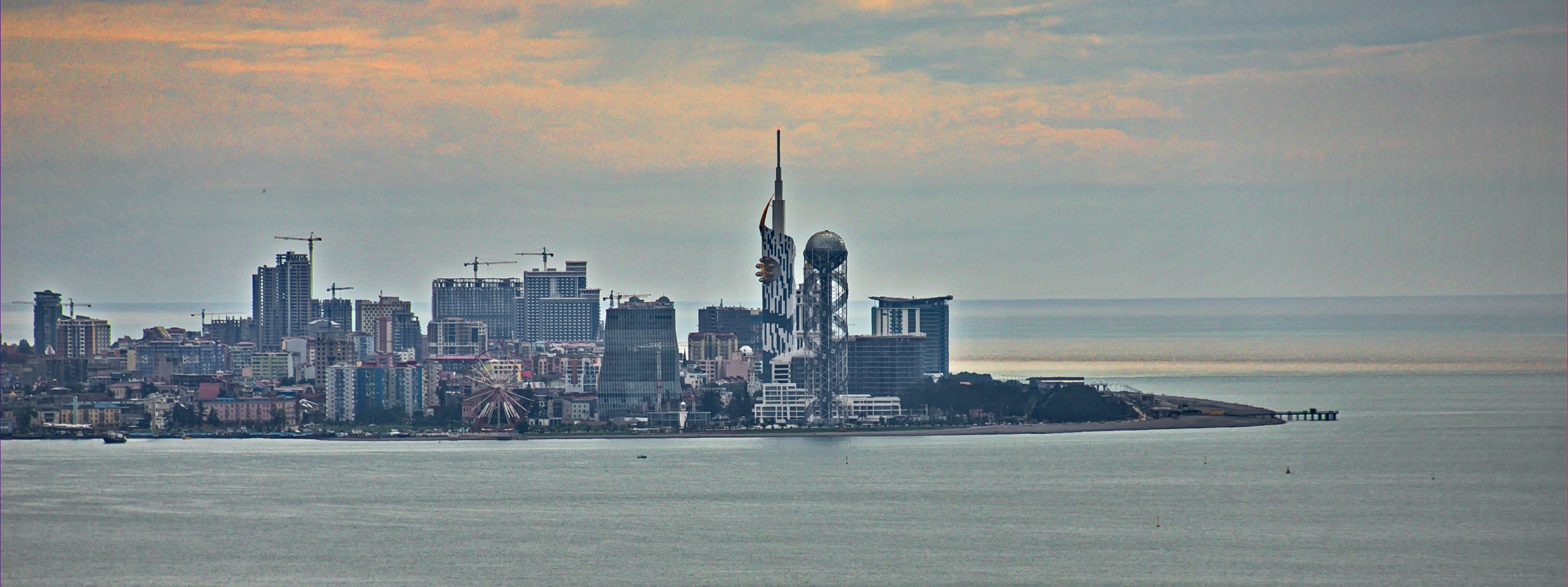
Батумі – головний курорт країни
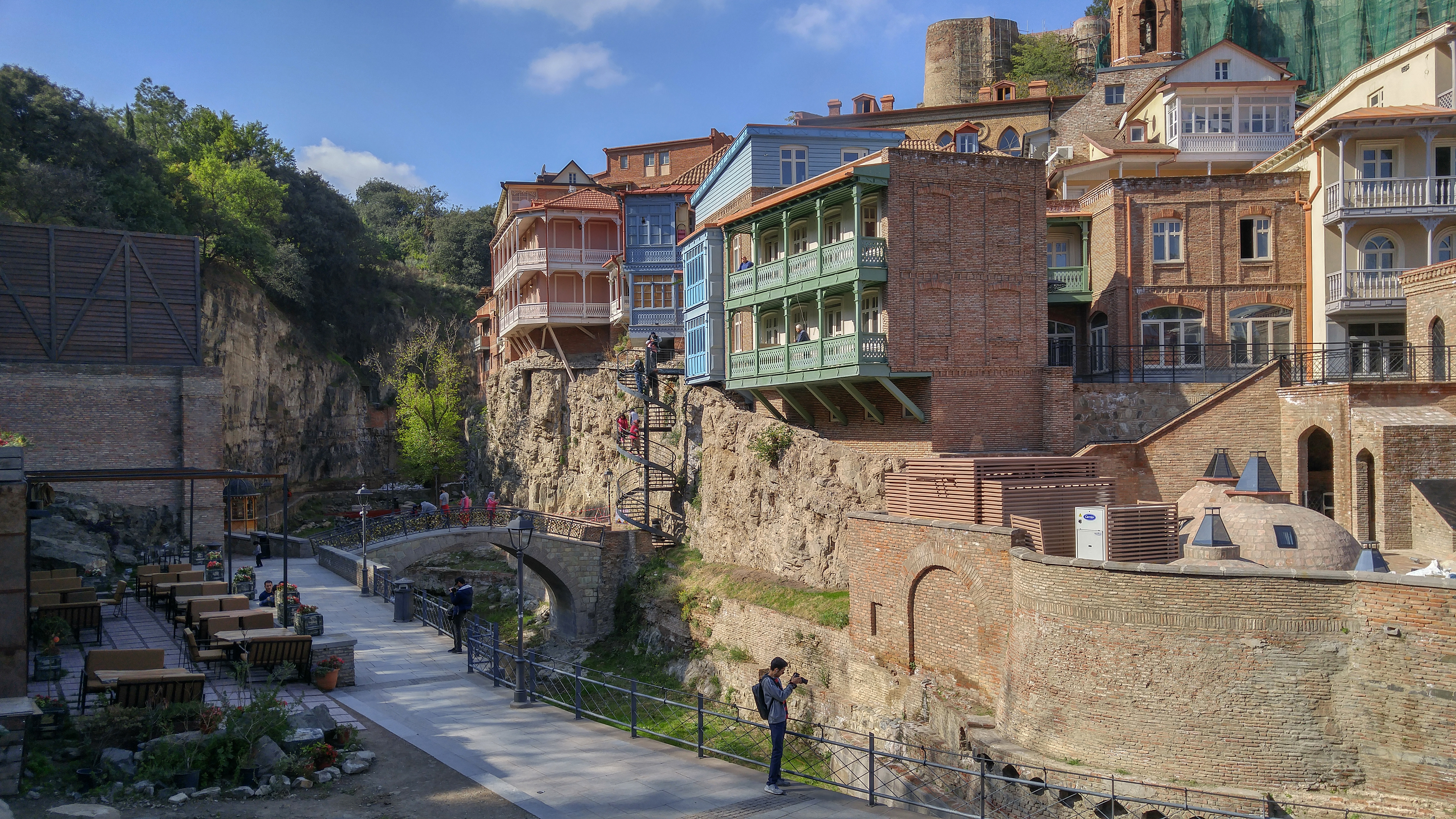
Тбліські балкони
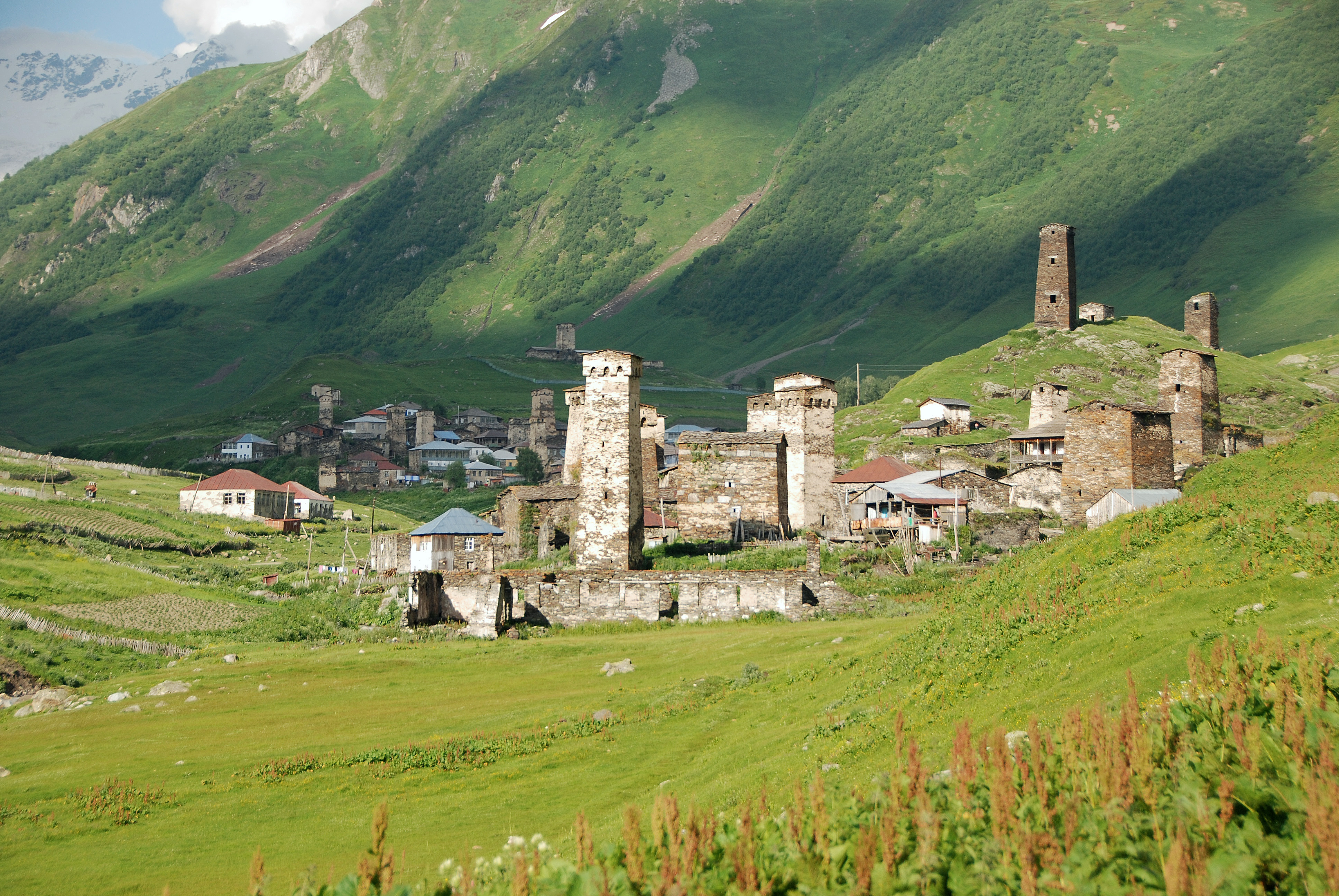
Община Ушгулі одна із самих високогірних в Європі
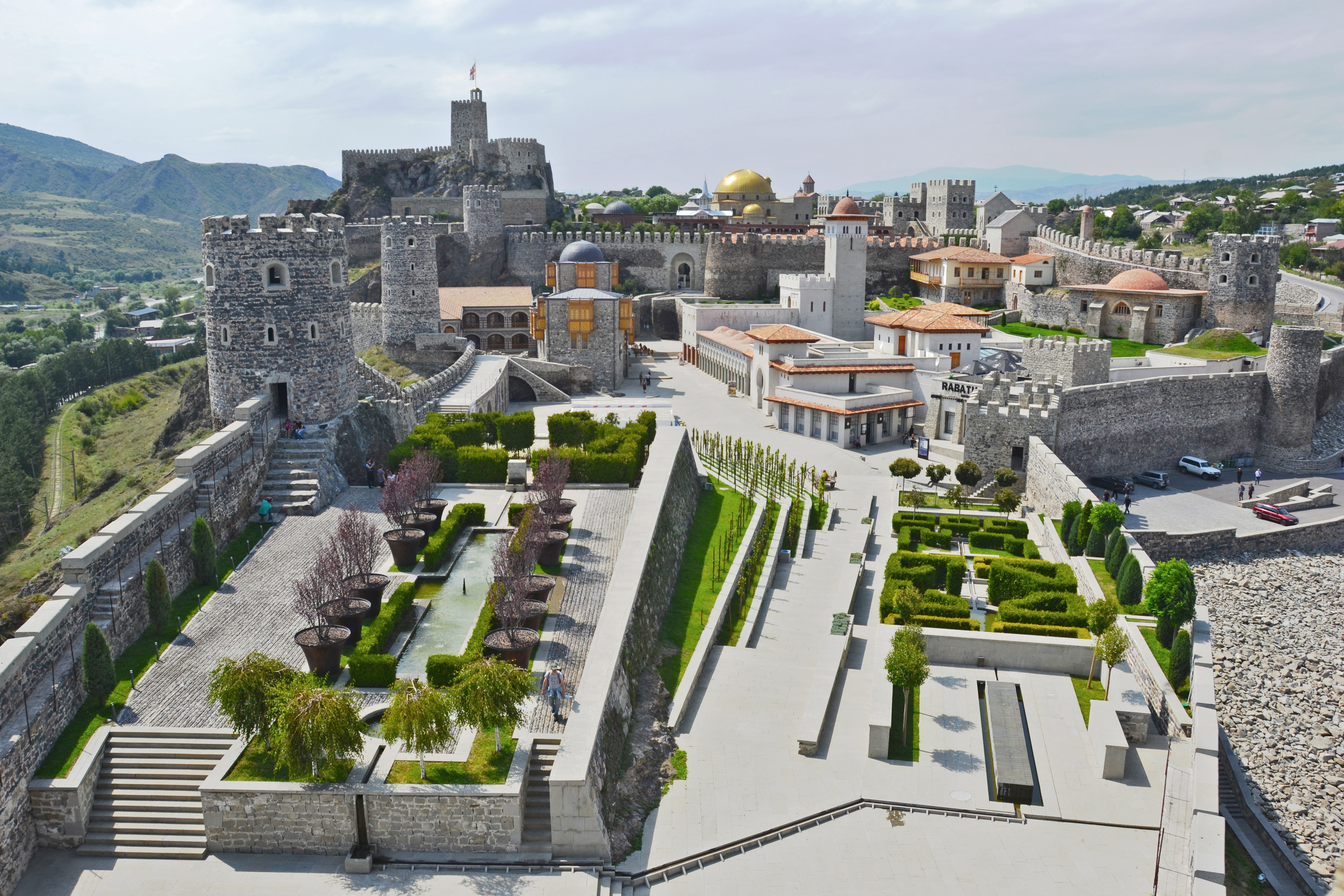
Фортеця Рабат після реставрації
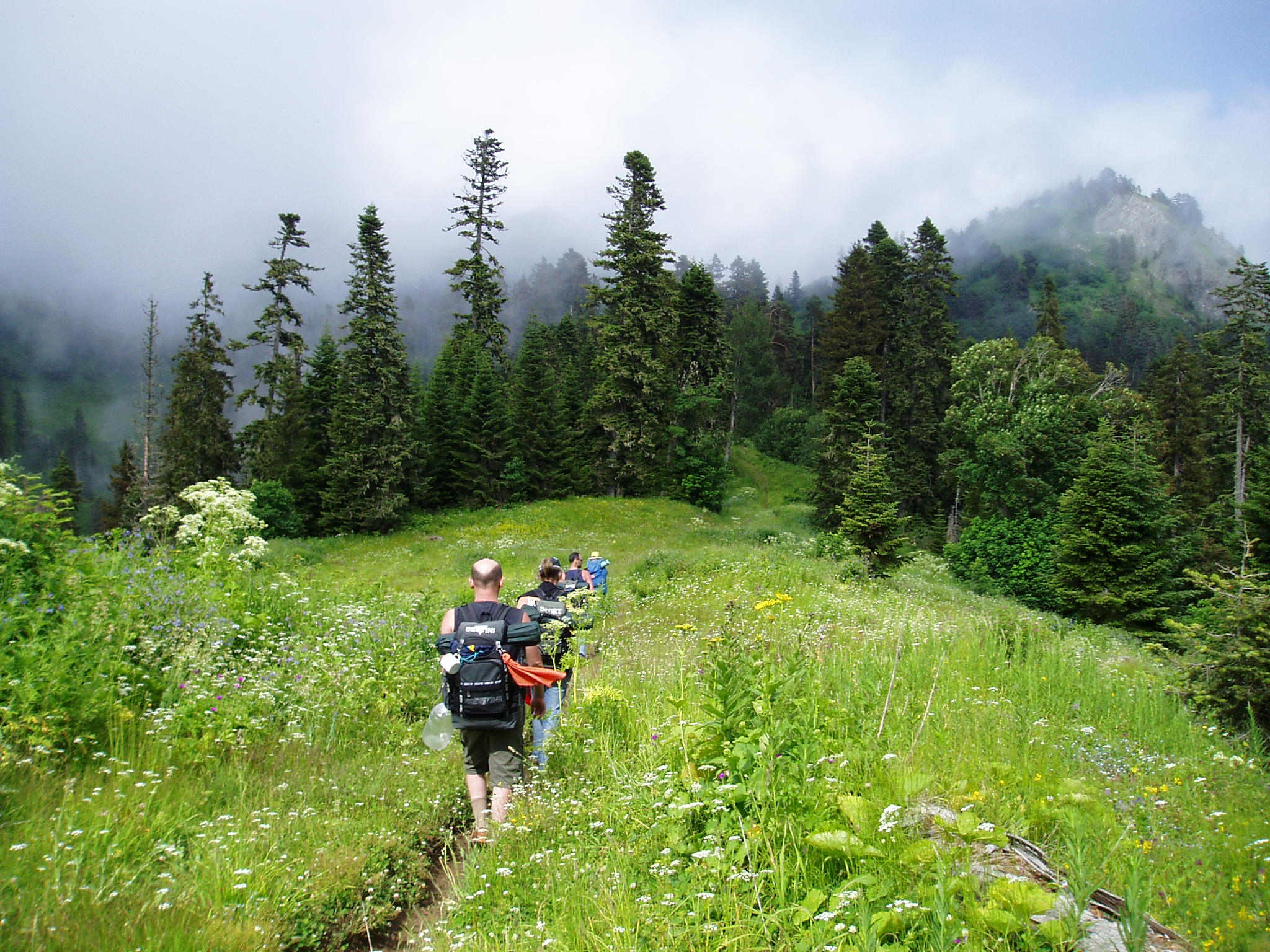
Боржомі-Харагаульський національний парк
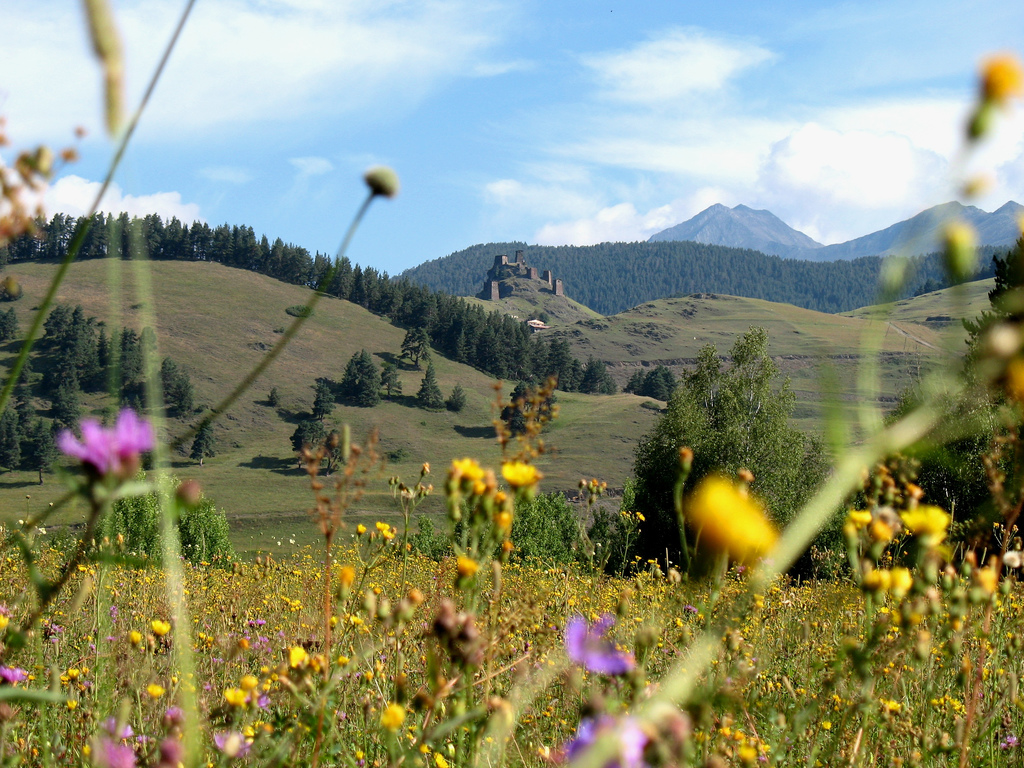
Альпійські луги Тушетії
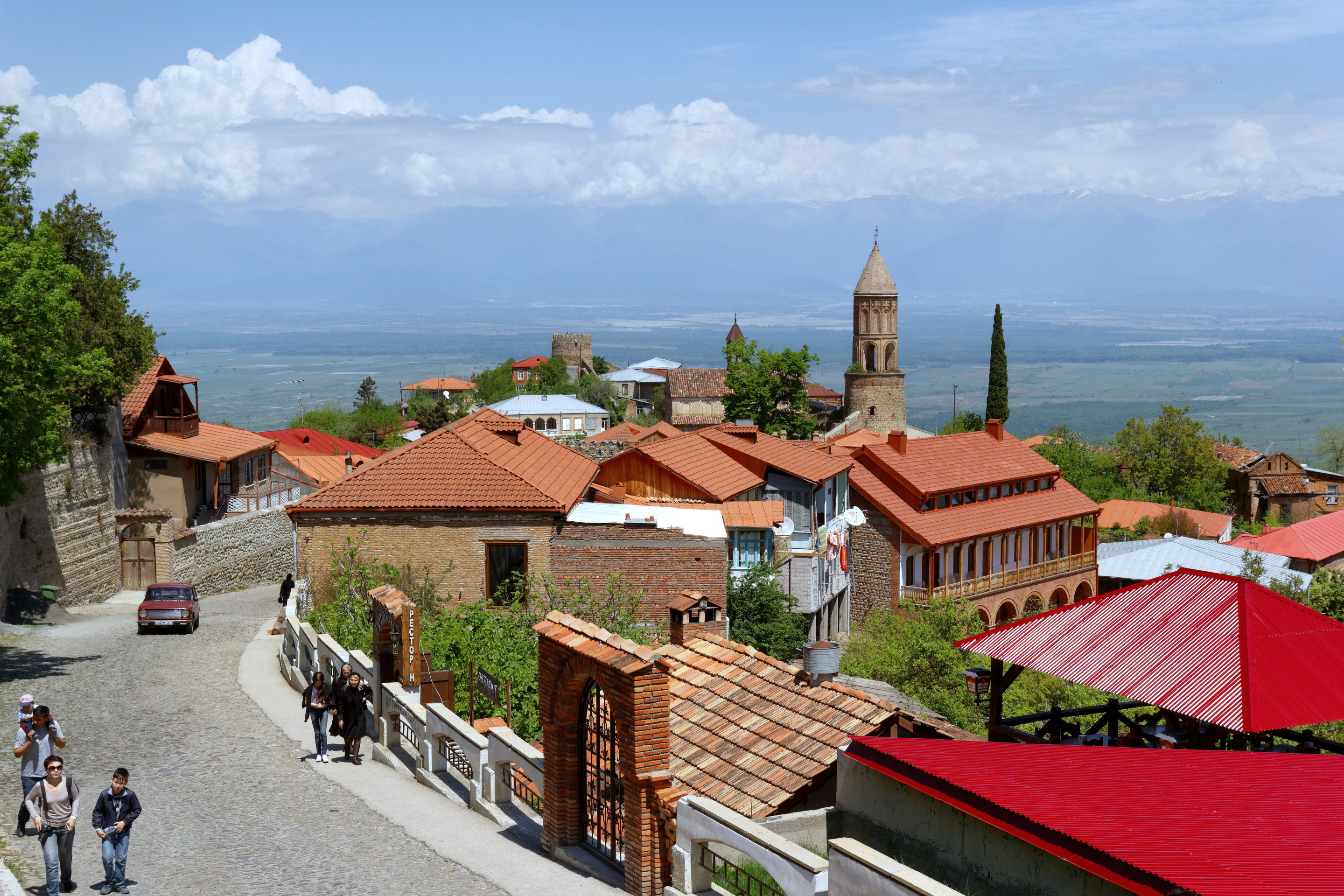
Сігнахи на фоні Алазанської долини і гір
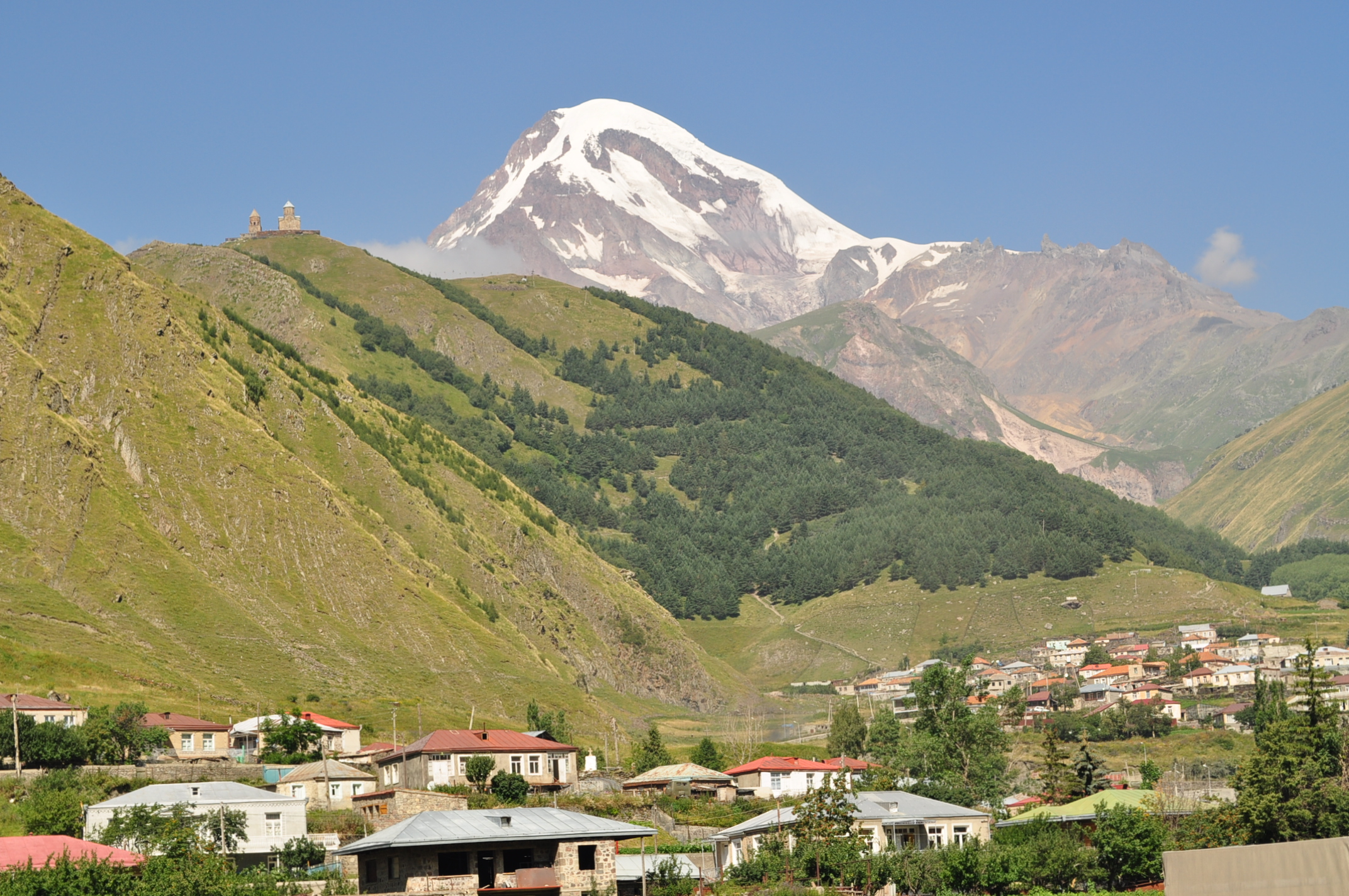
Гора Казбек

| Напрям                 | Пам’ятки, розваги |
| ---------------------- | --- |
| Тбілісі                | Старий Тбілісі • Фортеця Нарікала • Міст Миру • Блошиний ринок біля "Сухого моста" • Абанотубані • Театр Габріадзе • Собор Святої Трійці • Тбіліський етнографічний музей • Тбіліський ботанічний сад • Парк Ріке• Парк Ваке • Пантеон Мтацмінда • Парк Мтацмінда • Фунікулер |
| Аджарія                | Батумі: Батумський ботанічний сад • Батумська набережна • Гоніо-Апсароська фортеця • Руїни фортеці Петра Кобулеті: Пляжі Сарпі: Пляжі |
| Гурія                  | Урекі: Пляжі з магнітними пісками Озургеті: Краєзнавчий музей |
| Імеретія               | Кутаїсі: Храм Баграта • Гелатський монастир • Карстові печери Сатаплія Чіатура: Стовп Кацхі |
| Кахетія                | Сігнахі: Міські вулиці • Монастир Бодбе • Краєзнавчий музей з полотнами Ніко Піросмані Телаві: Монастир Алаверді Кварелі: Фортеця Гремі • Винозавод «Корпорація Кіндзмараулі» • Винозавод «Хареба» з Кварельським тунелем • Зона відпочинку біля озера Ільї • Монастир Некресі в однойменному історичному місті Цинандалі: Винозавод «Шуми» • Будинок-музей Олександра Чавчавадзе Тушеті: Національний парк Тушеті |
| Мцхета-Мтіанеті        | Мцхета: храм Светицховелі, монастир Джварі • Армазі • Монастир Зедазені Степанцмінда: гора Казбек • Ґерґетська церква • Дар'яльська ущелина • Льодовик Девдорак Воєнно-Грузинська дорога: фортеця Ананурі • руїни фортеці Бебрісцихе • горнолижний курорт у Гудаурі |
| Шида-Картлі            | Гори: Уплісцихе • Урбнісі |
| Квемо-Картлі           | Руставі: Руставі Сіоні • Гоночна траса Руставі |
| Самцхе-Джавахеті       | Боржомі: Боржомі-Харагаулі • Палац Романових в Лікані • храм Тімотесубані Бакуріані: Гірськолижні траси Ахалціхе: Фортеця Рабат • Печерний монастир Вардзіа • Фортеця Хертвісі • Абастуманська астрофізична обсерваторія |
| Самеґрело-Земо Сванеті | Сванський будинок-вежа в Местії, Ушгулі Зугдіді: Палац Дадіані |

## Свята і фестивалі
| Дата                   | Назва | Примітки |
| ---------------------- | --- | --- |
| 1 січня                | Новий рік ახალი წელი | |
| 7 січня                | Різдво ქრისტეშობა | |
| 19 січня               | Хрещення Господнє ნათლისღება | |
| 3 березня              | День матері დედის დღე | Був оголошений державним святом в 1991 році першим президентом незалежної Грузії Звіадом Гамсахурдіа, як заміна "комуністичному" Міжнародному жіночому дню.                                                                                     |
| 8 березня              | Міжнародний жіночий день ქალთა საერთაშორისო დღე                                                                                         | |
| 22 березня             | Навруз ნავრუზი | Зороастрізмське свято нового року за сонячним календарем оголошений народним святом Грузії в 2010-ому році президентом Міхаілом Саакашвілі. Відмічається в основному тюркомовним населенням в прикордонних з Азербайджаном Марнеулі і Гардабані |
| 9 квітня               | День національної єдності ეროვნული ერთიანობის დღე                                                                                       | Був оголошений державним святом після Тбіліських подій 1989. |
| 15 квітня              | День Кохання (Грузія) სიყვარულის დღე | |
| Рухомі свята           | Страсна п’ятниця, Велика субота, Пасха і Світла седмиця სააღდგომო დღეები — წითელი პარასკევი, დიდი შაბათი, ბრწინვალე აღდგომა და ორშაბათი | |
| 9 травня               | День Перемоги ფაშიზმზე გამარჯვების დღე                                                                                                  | |
| 12 травня              | День Святого апостола Андрія Первозванного წმინდა მოციქულის ანდრია პირველწოდებულის საქართველოში შემოსვლის დღე                           | Відмічається 13 грудня і 12 травня (з 2003 року), який у Грузії оголошений вихідним днем. |
| 26 травня              | День незалежності Грузії დამოუკიდებლობის დღე                                                                                            | 26 травня 1918 року демократичний уряд Грузії на чолі з Ноєм Жорданія проголосив незалежність країни. |
| 16 липня               | День духовного кохання გერგეთობა | |
| 28 серпня              | Успіння Пресвятої Богородиці მარიამობა                                                                                                  | |
| вересень – жовтень     | Ртвелі რთველი | свято збору врожая винограду |
| 14 жовтня              | Мцхетоба-Светіцховлоба მცხეთობა-სვეტიცხოვლობა                                                                                           | |
| жовтень                | Фестиваль "Golden Eye" ოქროს თვალი | Міжнародний фестиваль кіно- і телеоператорів в Тблісі проводиться з 2009-ого року |
| останні вихідні жовтня | Тбілісоба თბილისობა | Свято, присвячене збору врожаю і місту Тбілісі. |
| 23 листопада           | Гіоргоба გიორგობა | Святий Георгій є покровителем країни. |

## Морський відпочинок у Грузії
Незважаючи на велику кількість приморських курортів, Грузія не дуже добре підходить для пляжного відпочинку. Справа в тому, що пляжітут галькові, а море не таке чисте та гарне, як у деяких інших країнах.
Для пляжного відпочинку ми радимо вибрати Батумі. Всі інші курорти схожі швидше на великі села, а пляжі часто дуже брудні. Виняток можна зробити хіба що для Сарпі, який відомий чистотою води та Урекі з Шекветілом, де пляжі складаються з цілющих магнітних пісків. Відмінні пляжі є в районі батумського Ботанічного саду.

## Кухня Грузії
Харчування у Грузії досить різноманітне. Окрім всесвітньо відомих хачапурі, хінкалі та чурчхели тут дуже смачні супи, які готуються з великою кількістю курки та часто без картоплі. Оджахурі – страва з картоплею та м’ясом, яку зазвичай подають на національному посуді кеца.

## Безпека у Грузії
Грузія – одна з найбезпечніших країн. Попри поширені стереотипи, тут дуже низький рівень злочинності. До дівчат теж ставляться шанобливо і далі легкого флірту без реакції з Вашого боку справа не зайде.
Грузини – дуже гостинний народ. Вони завжди підкажуть дорогу та допоможуть туристам.
Поліцейські хабарів не беруть. Навпаки, дача хабара служителям правопорядку – вкрай серйозне порушення. Якщо хтось у формі вимагає від Вас грошей – швидше за все це шахрай.
Автостоп та каучсерфінг у Грузії популярні та безпечні. Але завжди потрібно зберігати пильність – люди різні.
Грузинський темперамент. Активна жестикуляція чи розмова на підвищених тонах – це далеко не завжди сварка чи скандал. Не слід виявляти зайву агресію, особливо до старших. Не варто також говорити про Південну Осетію чи Абхазію, особливо не потрібно нав’язувати свою думку про цей конфлікт.

## Мова у Грузії
Більшість місцевих між собою говорять грузинською мовою, яка зовсім не сприймається ні на слух, ні в письмовій формі. Натомість екскурсія з ними у якості гідів досить добре допомагає знизити ціну поїздки або привернути до себе під час спільного походу в ресторан.
Усі грузини, які працюють із туристами, непогано розмовляють російською мовою. Старше покоління вивчало російську в школі і добре її розуміє. Молодь часто російською зовсім не говорить, але добре знає англійську.

## Ціни на подорожі Грузією
Грузія – недорога та дуже демократична країна. Вона підходить як для економного відпочинку практично без грошей, так і для вкрай комфортного проведення часу. Тут можна жити у гестхаусі або у п’ятизірковому готелі, подорожувати автостопом або найняти гіда на особистому авто, харчуватися в ресторанах або купувати хачапурі.
При цьому приїжджати до Грузії найвигідніше на тривалий термін. Ціни в країні дуже невисокі, а тому основна частина витрат на відпустку – авіапереліт. Чим довше Ви відпочиваєте, тим дешевше обійдеться один відпускний день.
Самостійно спланована відпустка вийде набагато дешевшою ніж тур – Ви зможете пожити у різних містах: від старовинного Тбілісі до курортного Батумі.

## Готелі
Згідно доповіді Національної туристичної адміністрації, до 2016 року в Грузії було близько 1700 готелів. В Тбілісі налічувалося 14 837 койко-місць.
Діють готелі наступних міжнародних мереж: Courtyard by Marriott, Mercure, Millennium Hotel, Hilton Hotels & Resorts, Holiday Inn, Sheraton Hotels and Resorts и Radisson Hotels.

## Валюта у Грузії
Валюта Грузії – ларі. Монети називаються тетрі. Міняти гроші можна як у банках, так і в обмінниках, які можна знайти буквально на кожному кроці. Курс у туристичних місцях приблизно на 10% гірший, ніж зазвичай. Обман із прихованими комісіями іноді трапляється, але дуже рідко.
Нормально працюють і кредитні картки. У банках, на пошті, у торгових центрах та у багатьох туристичних місцях завжди знайдеться банкомат із можливістю зняти гроші з доларової чи гривневої картки. Кредитки приймають у готелях, ресторанах, супермаркетах, багатьох сувенірних магазинах та бутіках.
Для невеликих покупок краще мати при собі готівку. Якщо збираєтеся в маленькі містечка на кшталт Ахалцихе, обов’язково міняйте гроші в Тбілісі чи Батумі – курс там набагато вигідніший.